# Dipoenura aplustra
Dipoenura aplustra is een spinnensoort in de taxonomische indeling van de kogelspinnen (Theridiidae).
Het dier behoort tot het geslacht Dipoenura. De wetenschappelijke naam van de soort werd voor het eerst geldig gepubliceerd in 1997 door Zhu & Zhang.